# Mortal Love
Mortal Love (у перекладі з англ. — «Смертельне кохання») — норвезький готик-метал гурт, заснований 2000 року в місті Ельверум. Їхнє звучання поєднувало використання сопрано та тенору, при цьому акцентуючи увагу на послідовній ритмічній секції з важкими гітарами, фортепіано та синтезаторами.

## Історія
2002 року Mortal Love підписали контракт із німецьким звукозаписним лейблом Massacre Records.
2 грудня 2002 року вийшов дебютний студійний альбом «All the Beauty…». За ним відбулися релізи ще двох студійних альбомів.
2003 року відбувся дебют Mortal Love з виступами наживо. Перший тур привів їх до Хорватії та Угорщини, де вони виступали на «Gothica Festival» у Будапешті.
25 квітня 2005 року вийшов другий студійний альбом «I Have Lost…». Він був номінований на кілька нагород. Цього ж року вийшов сингл і мініальбом «Adoration», а також промо-ролик на цю пісню.
Влітку 2006 року відбувся виступ на «Quart Festival» у Крістіансанні, Норвегія.
22 вересня 2006 року гурт випустив останній із студійних альбомів «Forever Will Be Gone».
Усі три студійні альбоми лірично оспівували кохання, невдалі стосунки та створювали взаємопов'язану трилогію. Це можна спостерігати, поєднавши назви альбомів в одну. Вони утворюють завершений вираз — «Вся краса, яку я втратив, зникне назавжди» (англ. All the Beauty, I Have Lost, Forever Will Be Gone). Також ця фраза є складовою частиною фінального трека третього, й останнього, студійного альбому групи.
У записі всіх трьох альбомів як сесійний музикант брав участь співвітчизник Mortal Love досить відомий Zet (Henning Ramseth) — засновник екстрім/авангард-метал групи Ram-Zet. Він же був і співпродюсером перших двох альбомів.
21 листопада 2010 року група опублікувала у своєму блозі Tumblr повідомлення про те, що вони створили понад 50 нових пісень та відібрали до нового альбому десять із них. Однак у дописі також було зазначено, що звук їх змінився, гітара стала «менш важкою», і що їхній лейбл Massacre Records через це відмовився фінансувати запис і випуск альбому. Група пояснила, що розглядаються інші варіанти, такі як запис альбому лише в цифровому форматі або запис та випуск його окремими частинами.
8 липня 2011 року офіційний вебсайт Mortal Love був замінений на інформаційне повідомлення для шанувальників про те, що група перериває свою діяльність на невизначений час. Серед причин називались пошуки свого шляху та намагання збалансувати особисте життя з музичною кар'єрою. Було заявлено, що рішення ухвалене добровільно всіма учасниками гурту.
В листопаді 2011 року, до закінчення терміну дії контракту з лейблом Massacre Records, вийшла збірка найкращих пісень гурту «Best of the Trilogy... All the Beauty I Have Lost Forever Will Be Gone».
За період 2004—2018 років пісні гурту були включені до більше ніж десяти музичних збірок, таких як «Dark Flowers», «Gothic Spirits», «Mystic Spirits», «Opera Metal», «Gothic Romance», «Beautiful Voices» тощо.

## Нові проєкти
Після призупинення діяльності інформація в соціальних мережах групи продовжила оновлюватися з певною регулярністю з січня 2013 року.
Гітарист Rain6 (Lars Bæk) сформував музичний проєкт CASCAM, який відійшов від важкого металу, орієнтуючись більше на синті-поп звук.
Інші члени повідомляли, що вони зайняті своїми особистими починаннями, хоча натяки на майбутні проєкти давались невиразно.
2015 року Catherine Nyland та Pål Wasa Johansen започаткували новий гурт Heart of Pandora. 26 жовтня 2018 року відбувся реліз дебютного сингла «Always in my heart», для якого також був створений музичний відеокліп.

## Склад
Остаточний:
- Cat (Catherine Nyland) — жіночий вокал
- Lev (Hans Olav Kjeljebakken) — бас і вокал
- Rain6 (Lars Bæk) — гітари та програмування
- Damous (Pål Wasa Johansen) — барабани
- Mulciber (Ole Kristian Odden) — клавішні та програмування

Колишні учасники:
- Gabriah (Ørjan Jacobsen) — гітара. Залишив гурт через декілька місяців після релізу другого альбому.

## Дискографія

### Студійні альбоми
- All the Beauty...[en] (2002)
- I Have Lost...[en] (2005)
- Forever Will Be Gone[en] (2006)

### Мініальбоми
- Adoration (2005)

### Сингли
- Adoration (2005)
- Crave Your Love (Acoustic version) (2009)

### Збірки
- Best of the Trilogy... All the Beauty I Have Lost Forever Will Be Gone[en] (2011)

## Відеографія
- Adoration (2005)